# Cefalóforo

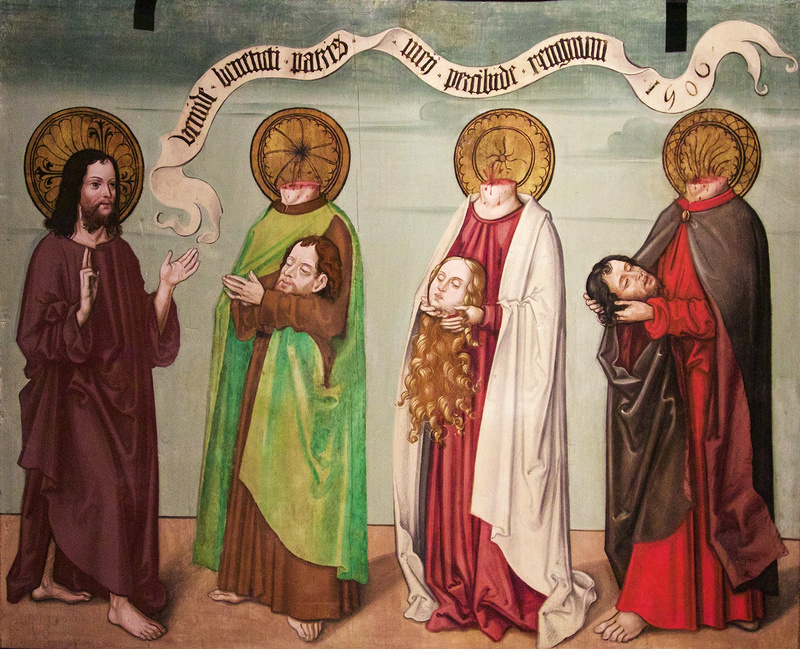
Tres cefalóforos ante Cristo.
Santos patrones de Zúrich en el retablo de la capilla Spannweid, en Zúrich (Suiza).

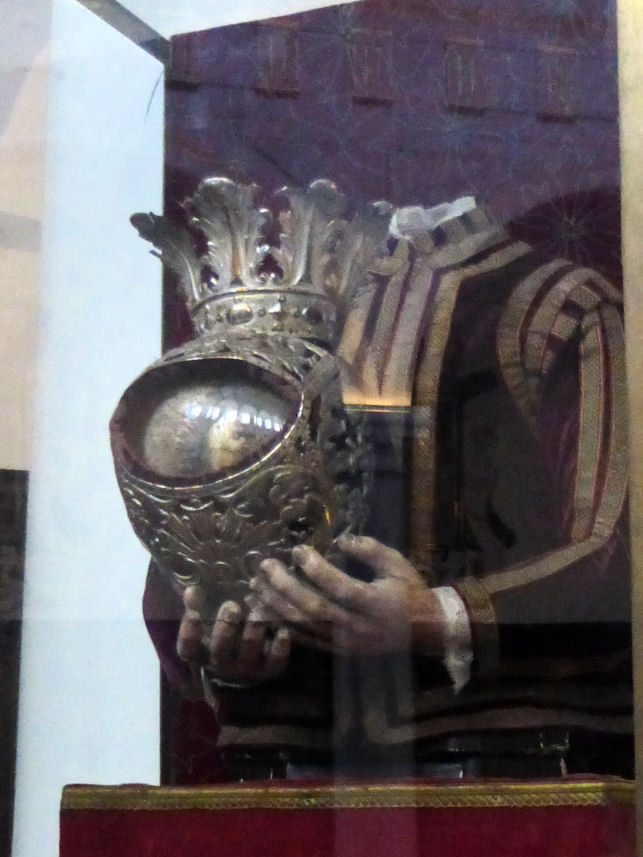
Relicario de San Justus, Amberes.

Cefalóforos (del griego κεφαλής, cabeza y φέρουν, portar) son aquellas personas que, tanto en las mitologías folclóricas como en la iconografía de los mártires cristianos, llevan su cabeza entre las manos.
Algunos personajes cefalóforos son:
- San Afrodisio
- San Cutberto de Lindisfarne (que en realidad murió por una enfermedad, y la cabeza que porta es la del rey Oswaldo de Bernicia.)
- San Dionisio de París
- San Donnino de Fidenza
- San Etelberto de Anglia Oriental
- San Ginés de la Jara
- San Lamberto de Zaragoza
- San Laureano de Hungría (Sevilla, España; Vatan, Francia)
- San Luciano de Beauvais
- San Nicasio de Reims
- San Vitores de Cerezo
- Santa Noyale de Pontivy
- Santa Majencia de Beauvais
- Santa Winifreda, cuya cabeza decapitada habla, tal como se narra en el romance Sir Gawain y el Caballero Verde.
- Bertran de Born, tal y como se lo describe en el canto XXVIII de la Divina Comedia.
- Orfeo, despedazado por las bacantes, fue arrojado al Hebro, y su cabeza cantaba aún, mientras era arrastrada por la corriente.
- Patroclo, mientras su cabeza volaba arrancada por Héctor, inquirió: Ultor ubi Æacides? (¿Dónde está Æacides, quien me ha de vengar?).

- Datos: Q2211343
- Multimedia: Cephalophores / Q2211343